# .london
.london – domena najwyższego poziomu (TLD) przeznaczona dla Londynu. Został zatwierdzony przez ICANN jako TLD na poziomie miasta w dniu 7 czerwca 2013 roku. W dniu 29 kwietnia 2014 nazwa domeny trafiła do sprzedaży po raz pierwszy.